# 比哈里亞鄉
47°09′13″N 21°55′18″E / 47.15361°N 21.92167°E
比哈里亞鄉（羅馬尼亞語：Comuna Biharia, Bihor），是羅馬尼亞的鄉份，位於該國西北部，由比霍爾縣負責管轄，面積109平方公里，海拔高度112米，2007年人口3,872，人口密度每平方公里35人。